# Pařížský vzduch
Pařížský vzduch (v originále L'Air de Paris) je italsko-francouzský hraný film z roku 1954, který režíroval Marcel Carné. Snímek měl světovou premiéru v Monte Carlu dne 15. srpna 1954.

## Děj
Bývalý boxer Victor Le Garrec provozuje posilovnu a sní o objevení talentovaného hráče, který se stane šampionem, kterým se on sám nikdy nestal. Jeho žena Blanche mu vede účetnictví, ne bez jistého rozmrzení, zvláště poté, co zdědil dům na Azurovém pobřeží. Když Victor potká dělníka Andrého Ménarda, který v sobě jeví určitý talent, vytrhne ho z jeho průměrného života, vycvičí ho tím, že mu předá všechny své zkušenosti, a udělá z něj šampiona. Bude mu také stát po boku, když se André bude cítit sám po svém krátkém románku s Pařížankou Corinne.

## Obsazení
| Jean Gabin          | Victor Le Garrec           |
| Arletty             | Blanche Le Garrec          |
| Roland Lesaffre     | André Ménard               |
| Marie Daëms         | Corinne                    |
| Folco Lulli         | Angelo Posi                |
| Maria-Pia Casilio   | Maria Posi, Angelova dcera |
| Ave Ninchi          | Angela Posi, Angelova žena |
| Jean Parédès        | Jean-Marc, krejčí          |
| Simone Paris        | Chantal, kamarádka Corinne |
| Marcelle Praince    | kamarádka Corinne          |
| Maurice Sarfati     | Jojo, mladý boxer          |
| Mathilde Casadesus  | cestující na nádraží       |
| Jean Bellanger      | cestující na nádraží       |
| Jean-François Poron | divák                      |
| Gil Delamare        | Andrého kamarád            |
| Lucien Raimbourg    | zaměstnanec v nemocnici    |
| Georges Bever       | železničář                 |
| Henri Coutet        | silák v Halles             |
| Jimmy Perrys        | silák v Halles             |